# Parafia Trójcy Świętej w Starym Grodkowie
Parafia Trójcy Świętej – rzymskokatolicka parafia w miejscowości Stary Grodków (powiat nyski, województwo opolskie). Parafia należy do dekanatu Grodków w diecezji opolskiej.
Parafię obsługuje proboszcz parafii św. Michała Archanioła w Chróścinie Nyskiej.

## Historia parafii
Parafia powstała w XIII wieku. Proboszczem ex currendo parafii jest ks. Marek Ruczaj

## Liczebność i zasięg parafii
Parafię zamieszkuje 460 mieszkańców, zasięgiem duszpasterskim obejmuje ona miejscowości:
- Stary Grodków,
- Żarów.

### Przedszkola i szkoły
- Publiczne Przedszkole w Starym Grodkowie
- Publiczna Szkoła Podstawowa w Starym Grodkowie - filia z Chróściny (klasy I-IV).

## Inne kościoły i kaplice
- Kaplica Matki Bożej Anielskiej w Żarowie.

## Duszpasterze

### Duszpasterze po 1945 roku
- ks. Stanisław Kaczor CM,
- ks. Paweł Kuczera CM,
- ks. Ludwik Dziech,
- ks. Czesław Korzeniowski,
- ks. Ernest Mateja,
- ks. Adam Klyszcz,
- ks. Henryk Surma,
- ks. Gotfryd Fesser,
- ks. Zygmunt Jaworek,
- ks. Herman Mandok,
- ks. Zygmunt Widziak,
- ks. Marek Ruczaj.[3]